# SV Arminia 08 Marten

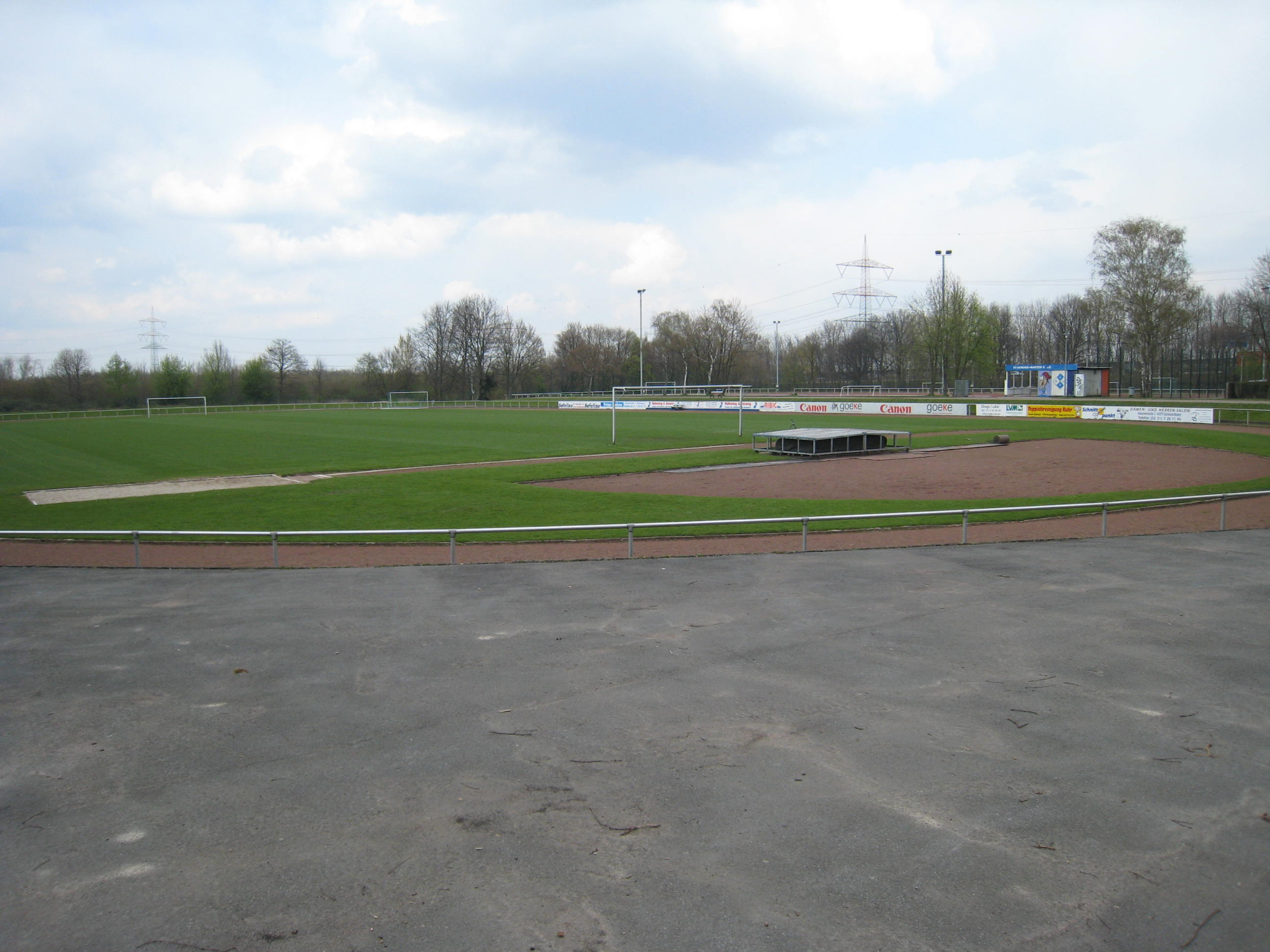
Bezirkssportanlage „Am Wischlinger Weg“

SV Arminia 08 Marten is een Duitse voetbalclub uit Marten, een stadsdeel van Dortmund, Noordrijn-Westfalen.

## Geschiedenis
In 1905 werd SC Viktoria Marten opgericht, in deze tijd was Marten nog een zelfstandige gemeente. Kort daarna sloten de spelers zich bij TV Arminia 1881 Marten aan en in 1908 werden ze opnieuw zelfstandig onder de naam SV Arminia 08 Marten. De club was aangesloten bij de West-Duitse voetbalbond en in 1920 speelde de club voor het eerst in de hoogste klasse van de Ruhrcompetitie. Ondanks een middenmootplaats moest de club degraderen omdat de drie reeksen herleid werden naar één reeks. Het volgende seizoen werd de club kampioen van de groep Hellweg en promoveerde zo. Arminia werd elfde op zestien clubs. In 1926 degradeerde de club. Het duurde nu tot 1937 vooraleer de club opnieuw naar de hoogste klasse promoveerde, dit was nu de Gauliga Westfalen. Na drie jaar op rij achtste te worden op tien clubs, werd de competitie in 1940/41 uitgebreid naar twaalf clubs, Marten werd tiende maar werd slachtoffer van de beslissing om terug naar tien clubs te gaan waardoor er vier clubs degradeerden.
In 2010 promoveerde de club naar de Landesliga, de zevende klasse.

## Bekende (oud-)spelers
- Thorsten Fink is een Duits voetbalcoach en voormalig voetballer.
- Wilhelm Kronsbein, doelman en voetballer van Borussia Dortmund
- Klaus Wischniewski, voetballer van VfL Bochum